# Teresa Ansúrez
Teresa Ansúrez, född 900-talet, död 997, var drottning och sedan regent i kungariket León mellan 975 och 979 som förmyndare för sin son Ramiro III av León.
Hon var dotter till adelsmannen Ansur Fernández. Hon gifte sig med Sancho I av León. 
Hennes make avled 962 och efterträddes av sin son Ramiro III, som var ett år gammal och behövde en förmyndarregent. I Leon föredrog man kungens faster, Teresas svägerska Elvira Ramírez som regent framför kungens mor Teresa Ansúrez: dels för att Elvira inte var utlänning, och dels därför att hon var nunna och därmed inte skulle gifta sig med en man som kanske krävde att få delta i regeringen. Teresa Ansúrez själv blev då placerad i kloster.
Elvira avsattes som regent efter ett nederlaget i kriget mot Kalifatet Cordoba 975, och Teresa Ansúrez släpptes då ut ur klostret och tilläts då slutligen tillträda regeringen. Hon var då regent under de återstående fyra åren av sin sons omyndighet, fram till att han blev myndig 979. 